# La inquilina del velo
La inquilina del velo (título original; The Adventure of the Veiled Lodger) es uno de los 56 relatos cortos sobre Sherlock Holmes escrito por Arthur Conan Doyle. Fue publicado originalmente en The Strand Magazine y posteriormente recogido en la colección El archivo de Sherlock Holmes.

## Argumento
Watson recibe la visita de una misteriosa desconocida que oculta su rostro tras un tupido velo y que quiere hablar con Holmes. "Dígale que soy la mujer de la colección de fieras de Rouder. Dígale eso y cítele el nombre de Abbas Parva." Cuando la desconocida se levanta el velo ante Sherlock Holmes queda claro el alcance de la tragedia: un bello rostro destrozado por el salvaje ataque de una fiera. Tras la horrible mutilación hay una historia de crueldad y venganza. La desconocida ha contado su historia para que alguien la conozca antes de desaparecer, pero la intervención de Holmes dará un rayo de esperanza. Al poco tiempo, Holmes recibirá un pequeño frasco con un clarificador mensaje: "Le envío a usted mi tentación. Seguiré su consejo." En este caso, la intervención del detective no sirve para desentrañar un misterio, sino para salvar una vida de un enemigo implacable: los recuerdos del pasado.